# Château d'Étampes
El Château d'Étampes era un castillo en la ciudad de Étampes en el departamento de Essonne, Francia. Los principales restos son del torreón del siglo XII, Tour de Guinette.

## Historia
El Château d'Étampes fue un bastión de principios del siglo X de Roberto el Piadoso, rey de Francia, que comprendía tanto un palacio como una mota. Entre 1130 y 1150, se creó un nuevo castillo con vistas al valle, que culminó con una torre fuerte o torre principal: la actual Tour de Guinette. El castillo se amplió bajo reyes posteriores, en particular Felipe II de Francia, pero sufrió asedios en la guerra de los Cien Años antes de que Enrique IV de Francia ordenara su destrucción, después de lo cual solo quedó el torreón.

## Descripción del castillo

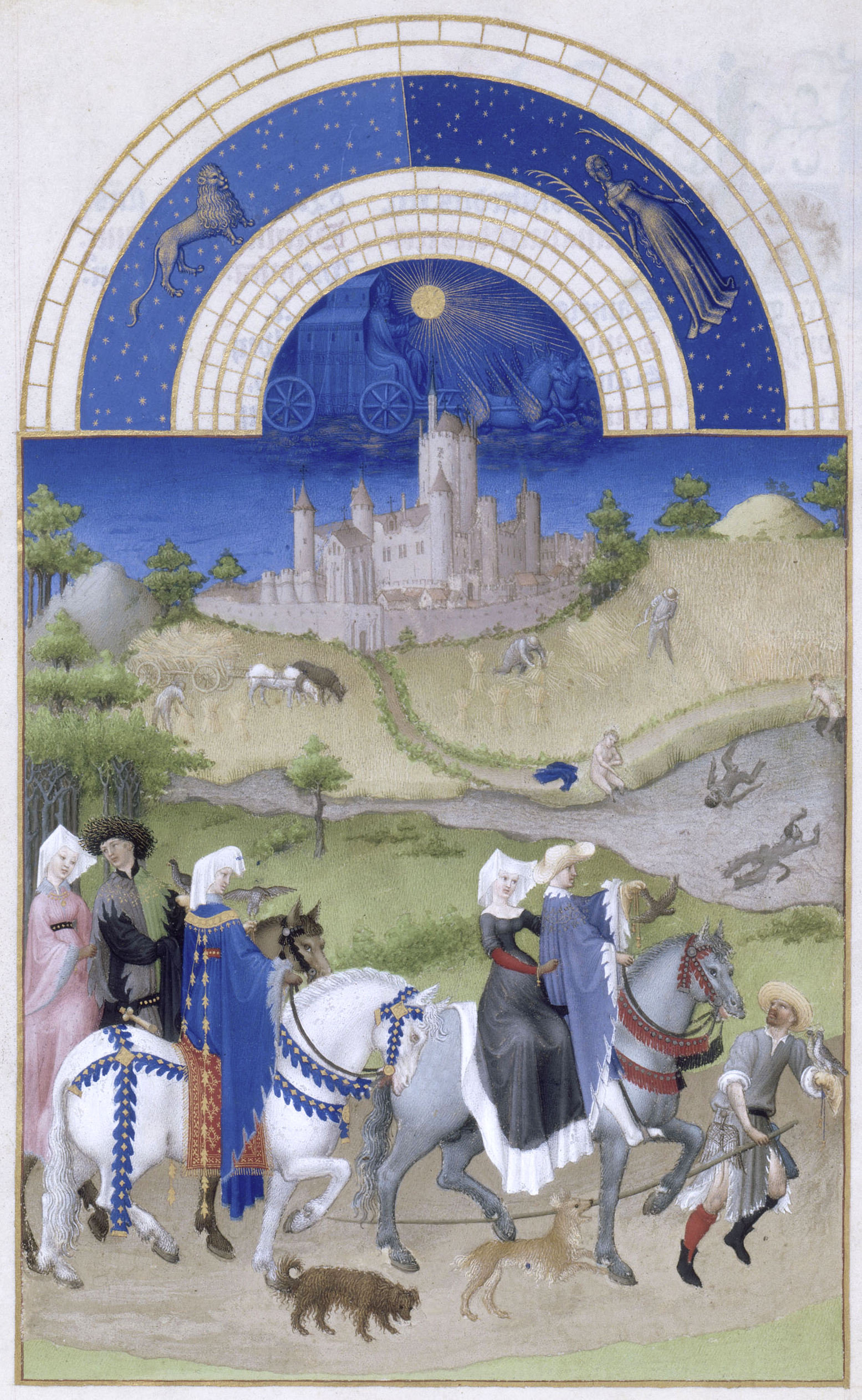
Una página iluminada de Las muy ricas horas del Duque de Berry, el mes de agosto, con una imagen del castillo de Étampes hacia 1400

Los aspectos arquitectónicos de este antiguo castillo real se conocen a partir de imágenes contemporáneas, incluidas Las muy ricas horas del Duque de Berry. Tour de Guinette estaba en el centro del castillo y estaba rodeado por un muro cortina rectangular salpicado de torres de esquina. Este muro, a su vez, estaba rodeado por dos muros adicionales que proporcionaban capas de defensa para el torreón.
El torreón superviviente mide aproximadamente 27 metros de altura y es un plano de cuatro hojas (muy parecido a un trébol de cuatro hojas). Dividido en cuatro pisos, el acceso al primer piso originalmente pudo haber sido alcanzado desde la pared del recinto. Este interesante plan es el resultado de la experimentación táctica a la que se sometió la fortaleza a mediados del siglo XII para mejorar la defensa de las torres contra los misiles y reducir el terreno muerto. Los lóbulos circulares desvían los misiles y permiten a los defensores cubrir el pie de las paredes desde la cima de la torre. El plan se asemeja a las fortalezas de Ambleny y la cercana Houdan. Se cree que la Torre de Clifford, parte del castillo de York en York, Inglaterra, se inspiró en Étampes.